# Límite permisible temporal
Se entiende por límite permisible temporal (Lpt), y conforme al Decreto Supremo Nº594 de la República de Chile que establece el Reglamento sobre las Condiciones Sanitarias y Ambientales Básicas en los Lugares de Trabajo, como al "Valor máximo permitido para el promedio ponderado de las concentraciones ambientales de contaminantes químicos en los lugares de trabajo, medidas en un período de 15 minutos continuos dentro de la jornada de trabajo. Este límite no podrá ser excedido en ningún momento de la jornada.".